# Фауна в пам'ятках культури України (серія монет)
«Фа́уна в па́м'ятках культу́ри Украї́ни» — серія пам'ятних монет, започаткована Національним банком України 2016 року. Станом на 2019 рік випущено 10 срібних монет цієї серії. Дизайн монет розробили художники Володимир Таран, Олександр Харук і Сергій Харук.

## Монети в серії
| Монета    | Дата введення в обіг  | Аверс | Реверс |
| --------- | --------------------- | ----- | ------ |
| «Павич»   | 9 листопада 2016 року |       |        |
| «Вовк»    | 9 листопада 2016 року |       |        |
| «Олень»   | 9 листопада 2016 року |       |        |
| «Тур»     | 15 березня 2017 року  |       |        |
| «Лев»     | 11 квітня 2017 року   |       |        |
| «Змія»    | 25 травня 2017 року   |       |        |
| «Вепр»    | 27 лютого 2018 року   |       |        |
| «Дельфін» | 27 лютого 2018 року   |       |        |
| «Кінь»    | 26 лютого 2019 року   |       |        |
| «Баран»   | 14 березня 2019 року  |       |        |